# Boxe nos Jogos Olímpicos de Verão de 2024 - Até 57 kg masculino
A categoria até 57 kg masculino (peso pena) do boxe nos Jogos Olímpicos de Verão de 2024 ocorreu entre 28 de julho e 10 de agosto de 2024, com as lutas preliminares sendo realizadas no Arena Paris Norte, em Villepinte, e as semifinais e final no Stade Roland Garros, em Paris, França. Um total de 17 pugilistas, cada um representando um Comitê Olímpico Nacional (CON), participaram do evento.

## Qualificação
Cada CON poderia inscrever apenas um pugilista na categoria de peso. 17 vagas foram atribuídas, sendo as dez primeiras para representantes dos eventos multiesportivos de cada continente: 4 da Europa, 2 da Ásia, 2 das Américas, 1 do Pacífico e 1 do torneio qualificatório da África. Quatro vagas foram alocadas para o torneio 1 de qualificação mundial e outras três para o torneio 2 de qualificação mundial. Finalmente, uma vaga foi atribuída pelo critério de universalidade.

## Formato
Como todos os eventos do boxe olímpico, a competição foi disputado em um torneio de eliminação simples. Os combates consistem em três rounds de três minutos, com um minuto de intervalo entre os rounds. Um boxeador pode vencer por nocaute ou por pontos. A pontuação é definida como "10 pontos obrigatórios" com cinco juízes marcando cada rodada. Os juízes consideram o "número de golpes acertados nas áreas-alvo, domínio da luta, superioridade técnica e tática e competitividade". Cada juiz determina um vencedor para cada rodada, que recebe 10 pontos para a rodada, e atribui ao perdedor da rodada um número de pontos entre 7 e 9 com base no desempenho. As pontuações do juiz para cada rodada são somadas para dar a pontuação total daquele juiz. O boxeador com a pontuação mais alta da maioria dos juízes é o vencedor.

## Calendário
| R32 | Fase de 32 | R16 | Fase de 16 | QF | Quartas de final | SF | Semifinais | F | Final |

| 28 jul | 29 jul | 30 jul | 31 jul | 1 ago | 2 ago | 3 ago | 4 ago | 5 ago | 6 ago | 7 ago | 8 ago | 9 ago | 10 ago |
| ------ | ------ | ------ | ------ | ----- | ----- | ----- | ----- | ----- | ----- | ----- | ----- | ----- | ------ |
| R32    |        |        | R16    |       |       | QF    |       |       |       |       | SF    |       | F      |

## Medalhistas
| Ouro   | UZB Abdumalik Khalokov               |
| Prata  | KGZ Munarbek Seitbek Uulu            |
| Bronze | AUS Charlie Senior BUL Javier Ibáñez |

## Resultados
A competição começou com uma rodada preliminar, onde o número de competidores foi reduzido para 16, e assim sucessivamente até se chegar aos dois finalistas. Ambos os perdedores da semifinal recebem medalhas de bronze.
Primeira rodada
|  | Fase de 32        |   |
|  |                   |   |
|  | 28 de julho       |   |
|  |                   |   |
|  | SWE Nebil Ibrahim | 5 |
|  | SWE Nebil Ibrahim | 5 |
|  | PLE Wasim Abusal  | 0 |
|  | PLE Wasim Abusal  | 0 |

Cruzamentos
|  | Fase de 16                 | Fase de 16                 |                            |   | Quartas de final | Quartas de final |  |  | Semifinais | Semifinais |  |  | Final | Final |
|  |                            |                            |                            |   |                  |                  |  |  |            |            |  |  |       |       |
|  | 31 de julho                |                            |                            |   |                  |                  |  |  |            |            |  |  |       |       |
|  |                            |                            |                            |   |                  |                  |  |  |            |            |  |  |       |       |
|  | UZB Abdumalik Khalokov     | 5                          |                            |   |                  |                  |  |  |            |            |  |  |       |       |
|  | UZB Abdumalik Khalokov     | 5                          | 3 de agosto                |   |                  |                  |  |  |            |            |  |  |       |       |
|  | SWE Nebil Ibrahim          | 0                          |                            |   |                  |                  |  |  |            |            |  |  |       |       |
|  | SWE Nebil Ibrahim          | 0                          | UZB Abdumalik Khalokov     | 5 |                  |                  |  |  |            |            |  |  |       |       |
|  | 31 de julho                |                            | UZB Abdumalik Khalokov     | 5 |                  |                  |  |  |            |            |  |  |       |       |
|  |                            | ESP José Quiles            | 0                          |   |                  |                  |  |  |            |            |  |  |       |       |
|  | KAZ Makhmud Sabyrkhan      | ESP José Quiles            | 0                          | 1 |                  |                  |  |  |            |            |  |  |       |       |
|  | KAZ Makhmud Sabyrkhan      |                            | 8 de agosto                | 1 |                  |                  |  |  |            |            |  |  |       |       |
|  | ESP José Quiles            | 4                          |                            |   |                  |                  |  |  |            |            |  |  |       |       |
|  | ESP José Quiles            | 4                          | UZB Abdumalik Khalokov     | 5 |                  |                  |  |  |            |            |  |  |       |       |
|  | 31 de julho                |                            | UZB Abdumalik Khalokov     | 5 |                  |                  |  |  |            |            |  |  |       |       |
|  |                            | AUS Charlie Senior         | 0                          |   |                  |                  |  |  |            |            |  |  |       |       |
|  | PHI Carlo Paalam           | AUS Charlie Senior         | 0                          | 5 |                  |                  |  |  |            |            |  |  |       |       |
|  | PHI Carlo Paalam           | 3 de agosto                |                            | 5 |                  |                  |  |  |            |            |  |  |       |       |
|  | IRL Jude Gallagher         | 0                          |                            |   |                  |                  |  |  |            |            |  |  |       |       |
|  | IRL Jude Gallagher         | 0                          | PHI Carlo Paalam           | 2 |                  |                  |  |  |            |            |  |  |       |       |
|  | 31 de julho                |                            | PHI Carlo Paalam           | 2 |                  |                  |  |  |            |            |  |  |       |       |
|  |                            | AUS Charlie Senior         | 3                          |   |                  |                  |  |  |            |            |  |  |       |       |
|  | BEL Vasile Usturoi         | AUS Charlie Senior         | 3                          | 1 |                  |                  |  |  |            |            |  |  |       |       |
|  | BEL Vasile Usturoi         |                            | 10 de agosto               | 1 |                  |                  |  |  |            |            |  |  |       |       |
|  | AUS Charlie Senior         | 4                          |                            |   |                  |                  |  |  |            |            |  |  |       |       |
|  | AUS Charlie Senior         | 4                          | UZB Abdumalik Khalokov     | 5 |                  |                  |  |  |            |            |  |  |       |       |
|  | 31 de julho                |                            | UZB Abdumalik Khalokov     | 5 |                  |                  |  |  |            |            |  |  |       |       |
|  |                            | KGZ Munarbek Seiitbek Uulu | 0                          |   |                  |                  |  |  |            |            |  |  |       |       |
|  | USA Jahmal Harvey          | KGZ Munarbek Seiitbek Uulu | 0                          | 3 |                  |                  |  |  |            |            |  |  |       |       |
|  | USA Jahmal Harvey          | 3 de agosto                |                            | 3 |                  |                  |  |  |            |            |  |  |       |       |
|  | BRA Luiz Gabriel Oliveira  | 2                          |                            |   |                  |                  |  |  |            |            |  |  |       |       |
|  | BRA Luiz Gabriel Oliveira  | 2                          | USA Jahmal Harvey          | 0 |                  |                  |  |  |            |            |  |  |       |       |
|  | 31 de julho                |                            | USA Jahmal Harvey          | 0 |                  |                  |  |  |            |            |  |  |       |       |
|  |                            | KGZ Munarbek Seiitbek Uulu | 5                          |   |                  |                  |  |  |            |            |  |  |       |       |
|  | KGZ Munarbek Seiitbek Uulu | KGZ Munarbek Seiitbek Uulu | 5                          | 3 |                  |                  |  |  |            |            |  |  |       |       |
|  | KGZ Munarbek Seiitbek Uulu |                            | 8 de agosto                | 3 |                  |                  |  |  |            |            |  |  |       |       |
|  | CUB Saidel Horta           | 2                          |                            |   |                  |                  |  |  |            |            |  |  |       |       |
|  | CUB Saidel Horta           | 2                          | KGZ Munarbek Seiitbek Uulu | 4 |                  |                  |  |  |            |            |  |  |       |       |
|  | 31 de julho                |                            | KGZ Munarbek Seiitbek Uulu | 4 |                  |                  |  |  |            |            |  |  |       |       |
|  |                            | BUL Javier Ibáñez          | 1                          |   |                  |                  |  |  |            |            |  |  |       |       |
|  | JPN Shudai Harada          | BUL Javier Ibáñez          | 1                          | 5 |                  |                  |  |  |            |            |  |  |       |       |
|  | JPN Shudai Harada          | 3 de agosto                |                            | 5 |                  |                  |  |  |            |            |  |  |       |       |
|  | COL Yilmar González        | 0                          |                            |   |                  |                  |  |  |            |            |  |  |       |       |
|  | COL Yilmar González        | 0                          | JPN Shudai Harada          | 0 |                  |                  |  |  |            |            |  |  |       |       |
|  | 31 de julho                |                            | JPN Shudai Harada          | 0 |                  |                  |  |  |            |            |  |  |       |       |
|  |                            | BUL Javier Ibáñez          | 5                          |   |                  |                  |  |  |            |            |  |  |       |       |
|  | UKR Aider Abduraimov       | BUL Javier Ibáñez          | 5                          | 0 |                  |                  |  |  |            |            |  |  |       |       |
|  | UKR Aider Abduraimov       |                            |                            | 0 |                  |                  |  |  |            |            |  |  |       |       |
|  | BUL Javier Ibáñez          | 5                          |                            |   |                  |                  |  |  |            |            |  |  |       |       |
|  | BUL Javier Ibáñez          | 5                          |                            |   |                  |                  |  |  |            |            |  |  |       |       |